# Liste der Nummer-eins-Hits in Kanada (1969)
Diese Liste enthält alle Nummer-eins-Hits in Kanada im Jahr 1969. Es gab in diesem Jahr 32 Nummer-eins-Singles.
| Singles | Alben |
| --- | ----- |
| - Glen Campbell – Wichita Lineman - 4 Wochen (16. Dezember 1968 – 12. Januar 1969) - Young-Holt Unlimited – Soulful Strut - 1 Woche (13. Januar – 19. Januar) - Bee Gees – I Started a Joke - 2 Wochen (20. Januar – 2. Februar) - Tommy James & the Shondells – Crimson and Clover - 1 Woche (3. Februar – 9. Februar) - The Doors – Touch Me - 1 Woche (10. Februar – 16. Februar) - Johnny Maestro & The Brooklyn Bridge – The Worst That Could Happen - 1 Woche (17. Februar – 23. Februar) - The Foundations – Build Me Up Buttercup - 1 Woche (24. Februar – 2. März) - The Turtles – You Showed Me - 1 Woche (3. März – 9. März) - Jay & the Americans – This Magic Moment - 1 Woche (10. März – 16. März) - 1910 Fruitgum Company – Indian Giver - 1 Woche (17. März – 23. März) - Tommy Roe – Dizzy - 1 Woche (24. März – 30. März) - The Zombies – Time of the Season - 1 Woche (31. März – 6. April) - The Fifth Dimension – Aquarius/Let the Sunshine In - 2 Wochen (7. April – 27. April) - Blood, Sweat & Tears – You've Made Me So Very Happy - 2 Wochen (28. April – 11. Mai) - The Cowsills – Hair - 1 Woche (12. Mai – 18. Mai) - The Beatles – Get Back - 6 Wochen (19. Mai – 29. Juni) - Oliver – Good Morning Starshine - 1 Woche (30. Juni – 6. Juli) - Blood, Sweat & Tears – Spinning Wheel - 3 Wochen (7. Juli – 27. Juli) - Tommy James & the Shondells – Crystal Blue Persuasion - 1 Woche (28. Juli – 2. August) - Zager and Evans – In the Year 2525 - 1 Woche (3. August – 9. August) - Andy Kim – Baby, I Love You - 2 Wochen (10. August – 23. August) - Motherlode – When I Die - 2 Wochen (24. August – 5. September) - The Guess Who – Laughing - 1 Woche (6. September – 12. September) - The Archies – Sugar, Sugar - 3 Wochen (13. September – 3. Oktober) - Oliver – Jean - 1 Woche (4. Oktober – 10. Oktober) - Nilsson – Everybody's Talkin - 1 Woche (11. Oktober – 17. Oktober) - Elvis Presley – Suspicious Minds - 2 Wochen (18. Oktober – 31. Oktober) - The Fifth Dimension – Wedding Bell Blues - 1 Woche (1. November – 7. November) - The Cuff Links – Tracy - 1 Woche (8. November – 14. November) - The Beatles – Something - 4 Wochen (15. November – 12. Dezember) - Blood, Sweat & Tears – And When I Die - 2 Wochen (13. Dezember – 26. Dezember) - Peter, Paul and Mary – Leaving on a Jet Plane - 1 Woche (27. Dezember 1969 – 2. Januar 1970) |       |